# Cochlearia officinalis
La coclearia (Cochlearia officinalis) è una pianta erbacea annua della famiglia delle brassicaceae.
È caratterizzata da fiori ermafroditi riuniti in un racemo, da foglie basali ovoidali e da steli eretti. È tipica delle terre salate delle coste marittime.

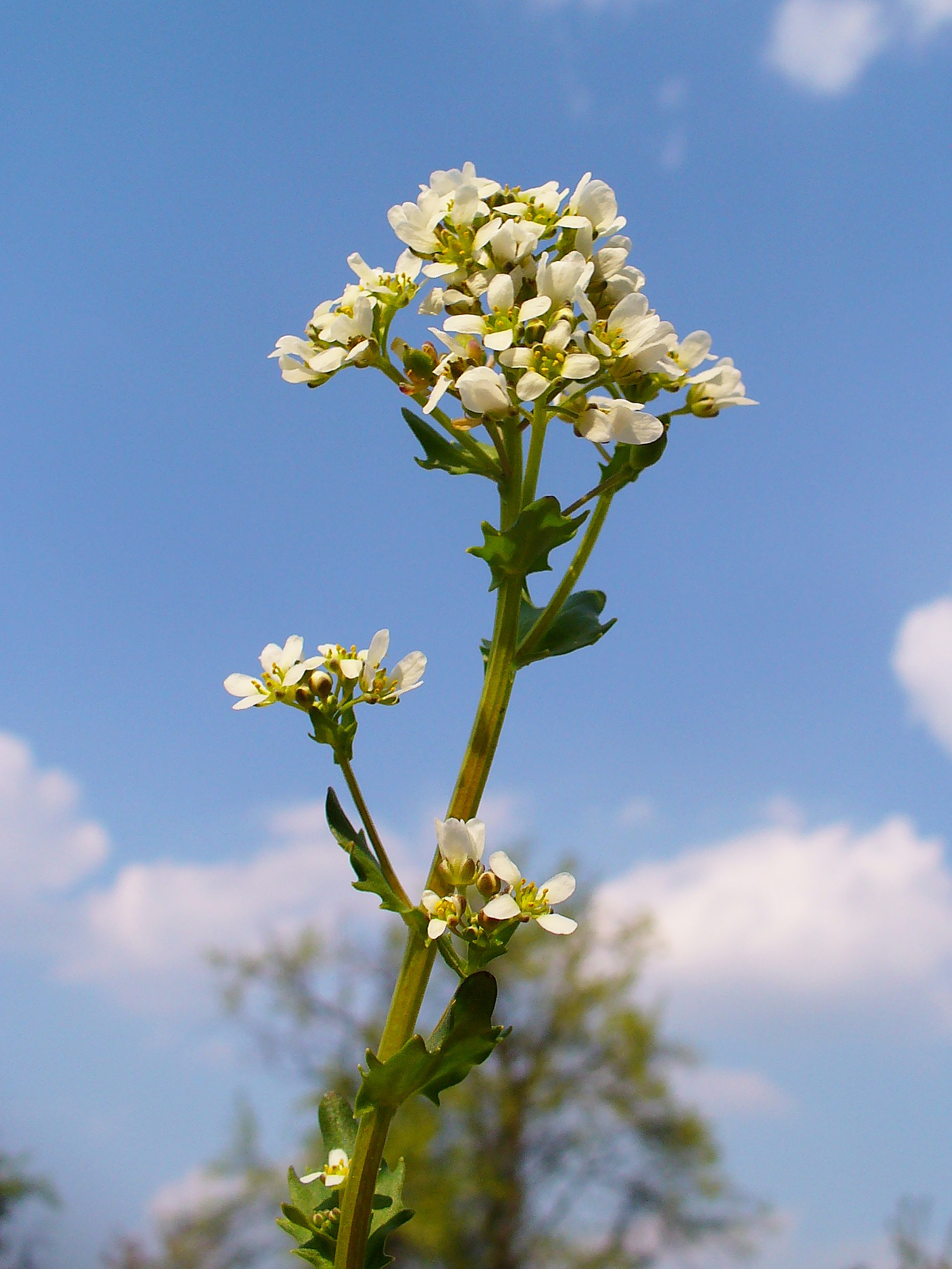
Coclearia

## Morfologia
La coclearia può arrivare a un’altezza di 30 cm . Il suo fusto è debole, gli steli acuminati e lisci;  le foglie si differenziano tra superiori e inferiori.
Le foglie inferiori si presentano ovali, quasi rotonde, molto peduncolate, intere e un po' frastagliate. Sono pressappoco tanto larghe quanto lunghe, semilunate e concave come un cucchiaio (in Francia la coclearia viene chiamata herbe aux cuillères, cioè "erba dei cucchiai").
Le foglie superiori sono esili e cordate; avvolgono il fusto con due orecchie. 
I fiori, piccoli, sono bianchi e si trovano su corti racemi terminali (a grappoli). I racemi producono con piccole silique ovali globose e da valve appena carenate.

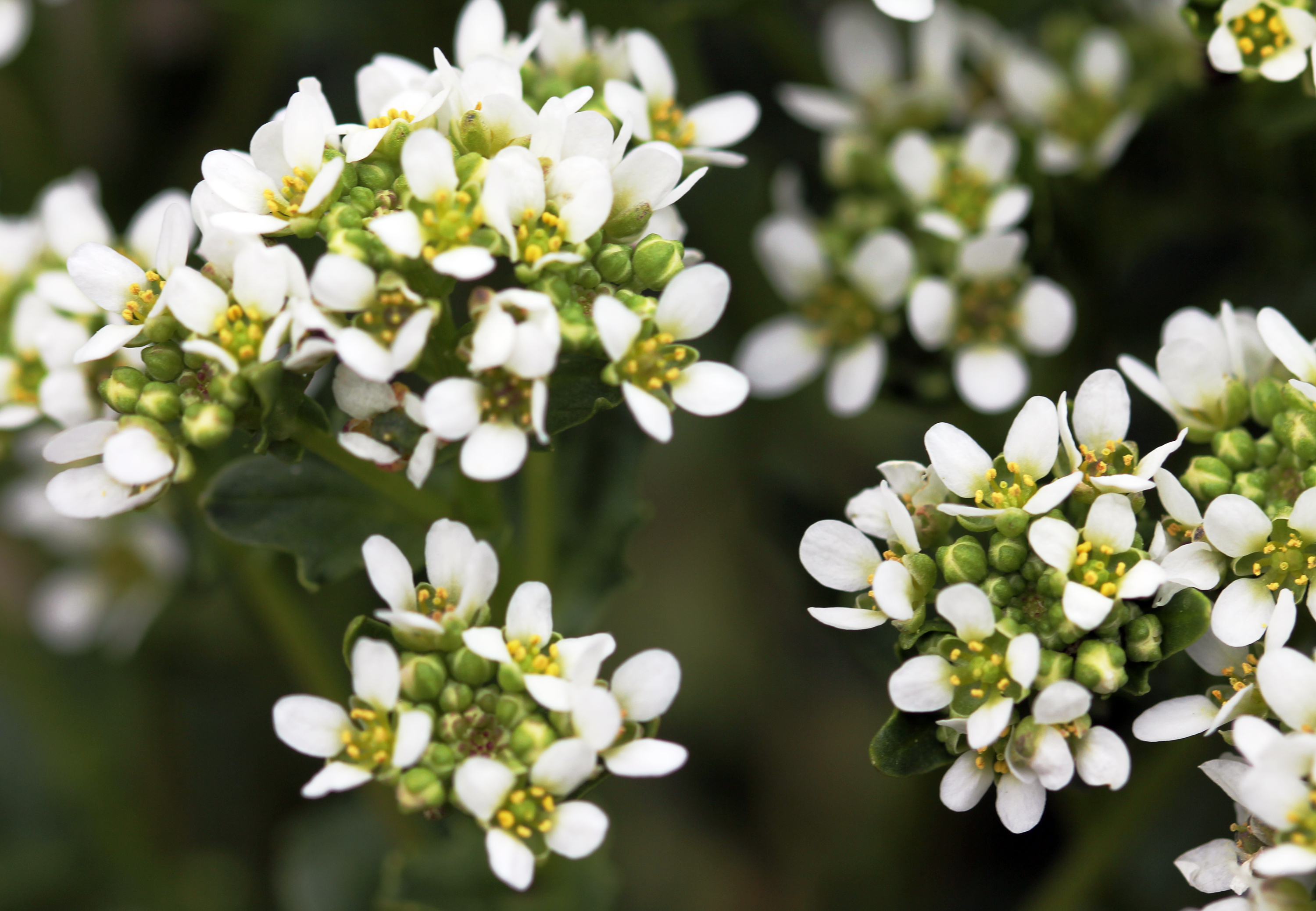
Coclearia

 La fioritura avviene da maggio a giugno e i colori dei fiori sono tre: bianco, bianco-crema e bianco-rosato. La coclearia è amatissima dagli insetti impollinatori.
L'erba ha un odore forte, volatile, leggermente acre; è di sapore salato, piccante e amarognolo.

## Distribuzione e habitat
La coclearia si trova principalmente nelle regioni montane e sulle rive del mare. È diffusa soprattutto nelle zone di coste basse o di estuari, vicino a sorgenti saline e a scogliere marine, o vicino a miniere di sale dell'Europa occidentale, settentrionale e centrale. 
Il clima ideale per la pianta è moderatamente umido , con temperature molto basse.

## Coltivazione

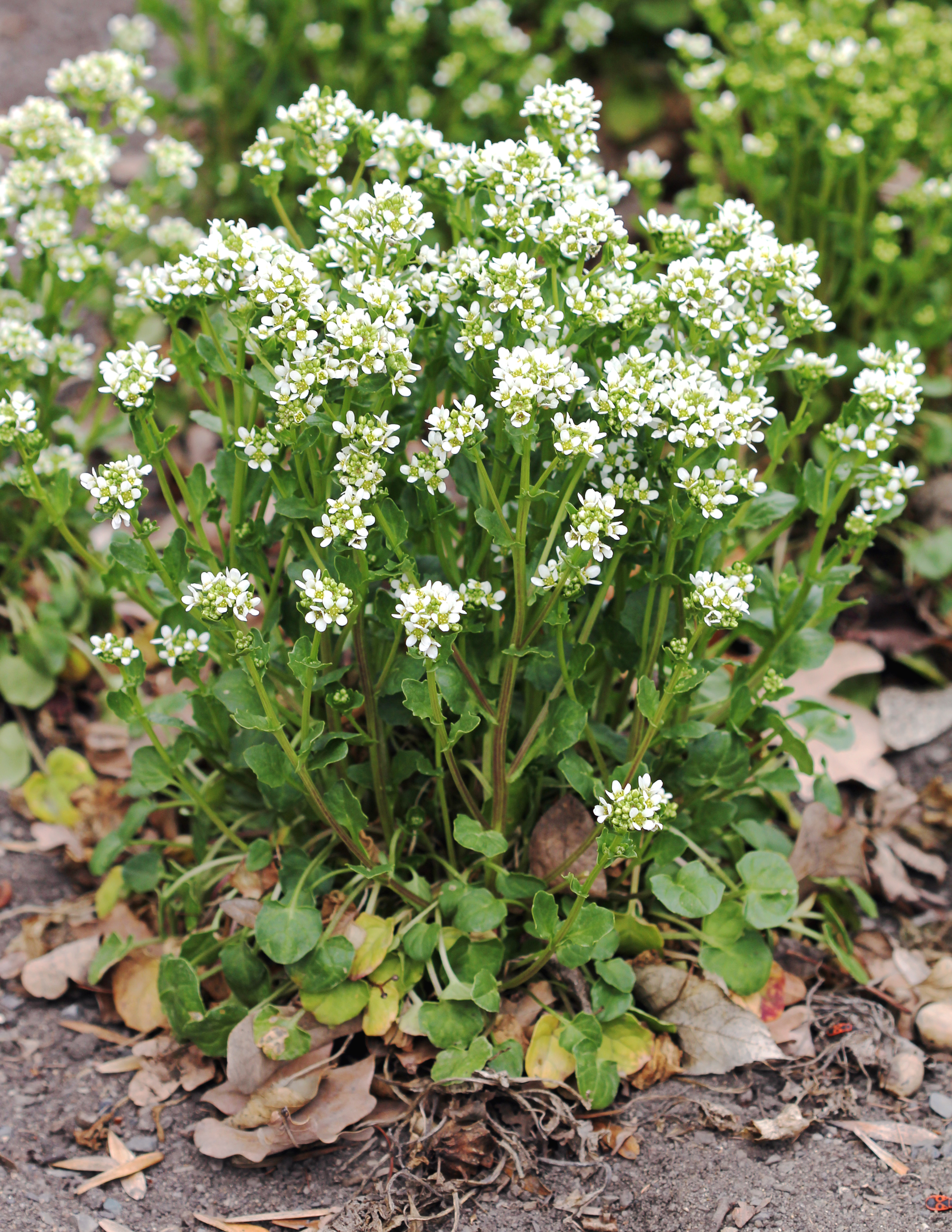
Coclearia Officinale Praga 2012

Per coltivare la coclearia occorrono un terreno fresco e frequenti annaffiature.
La pianta cresce in qualsiasi tipo di terreno, ma i terreni più adatti sono quelli poveri o calcarei, ben drenati e con un'esposizione a mezz’ombra. Va seminata in file, a poca profondità, a una distanza di una trentina di centimetri.
I semi germinano presto. Alla comparsa delle foglie occorre rompere il terreno in superficie, per far respirare le radici della pianta coltivata ed eliminare le erbacce. 
Per gli usi alimentari va raccolta solo al momento dell'uso; è consigliabile conservare qualche pianta per avere altri semi.

## Usi

### Uso farmacologico
L'azione farmacologica e le applicazioni della coclearia sono simili a quelle del rafano. 

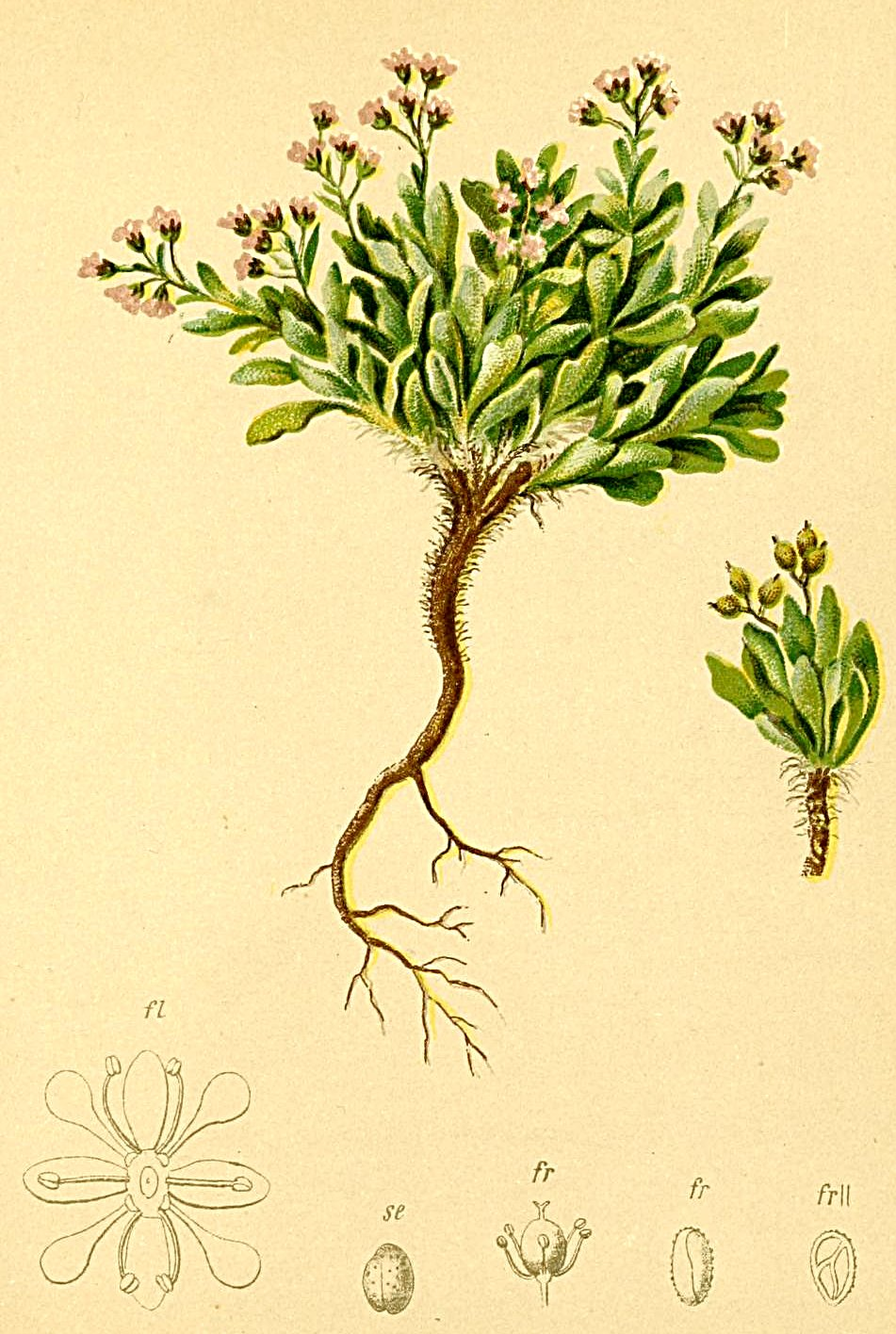
Coclearia Officinale

In passato, ci si avvaleva dell'erba quando era fresca per usufruire del suo contenuto vitaminico. La pianta veniva utilizzata anche sulle navi  per curare lo scorbuto e il sapore, molto amaro, veniva corretto grazie all'uso di erbe e spezie. Nella medicina popolare si può impiegare come il crescione, nel catarro cronico, nelle tossi con espettorazione, nell'anemia, l'idropisia, negli ingorghi atonici dei visceri e in alcune malattie cutanee. Nell'uso esterno si applica sulle ulcere atoniche e scorbutiche. 
Il succo deve essere preso nella dose da 50 a 100 grammi al giorno, o sotto forma di sciroppo (1 parte di succo in 2 di zucchero) nella dose di 20 a 60 grammi al giorno. Grazie al succo si crea una reazione purificante su milza, fegato e sangue. Inoltre le foglie tritate possono essere applicate per lenire contusioni.

### Uso cosmetico
L'estratto della coclearia viene usato nelle creme e lozioni per i capelli e per il cuoio capelluto, nelle creme anti-età e nei gel disinfettanti.

### Uso culinario
Le foglie vengono utilizzate principalmente crude e appena raccolte, per preservare al meglio il loro contenuto di vitamina C.
Tipicamente sono usate:
- Cucinate in minestre

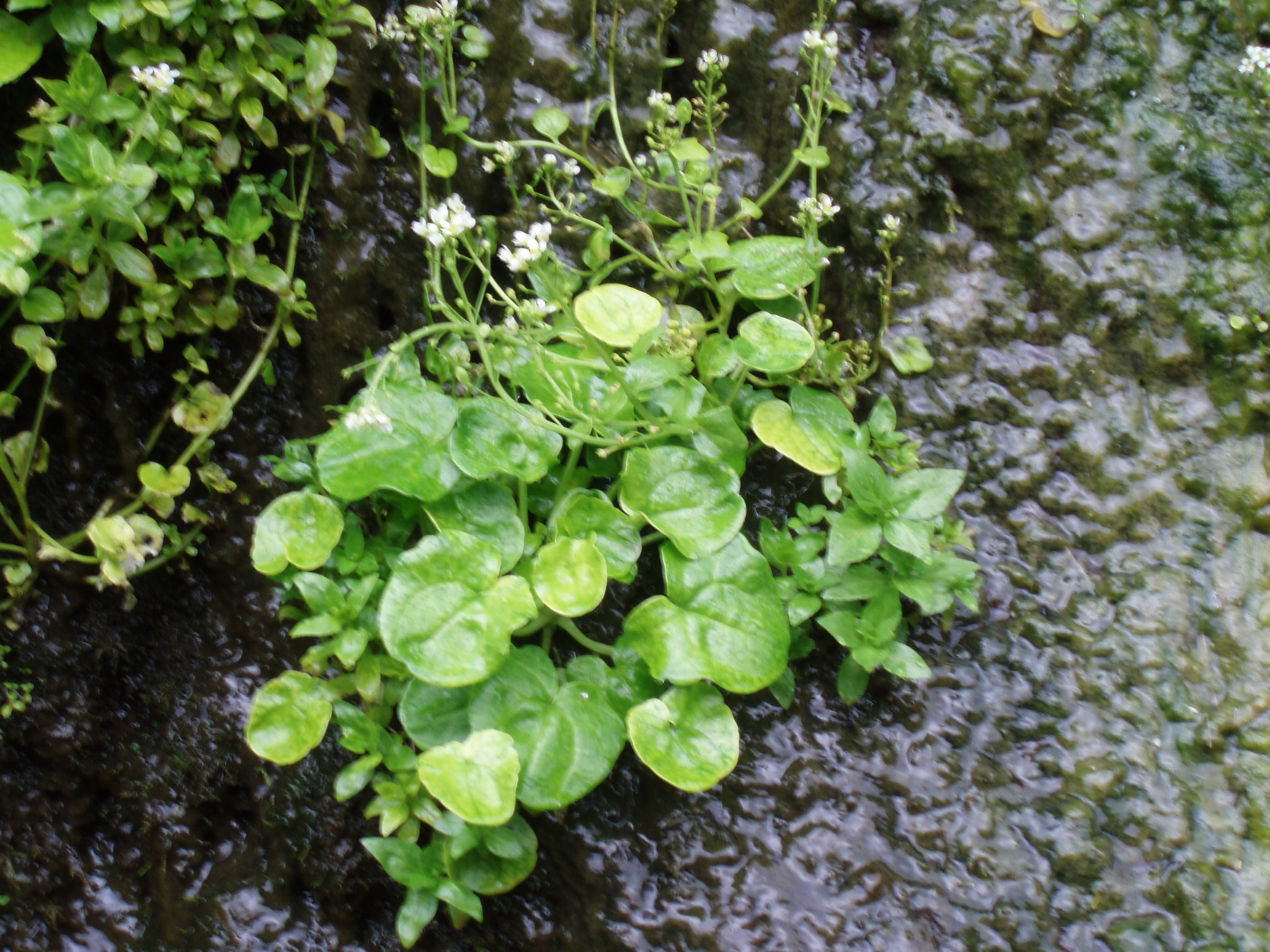
Coclearia nelle isole Fær Øer (Danimarca) 2007

- Crude in insalata per contorno di carni e pesci
- Come componenti di salse piccanti.

## Preparati ed estratti
Dalla coclearia dopo l’essiccazione si ottengono la conserva di coclearia e lo spirito di coclearia. 
L'acqua distillata di coclearia della Farmacopea Prussiana si corrompeva facilmente, dunque in tal caso non ci si poteva avvalere di una conservazione annuale. Altri preparati sono: 
- Tisana di coclearia

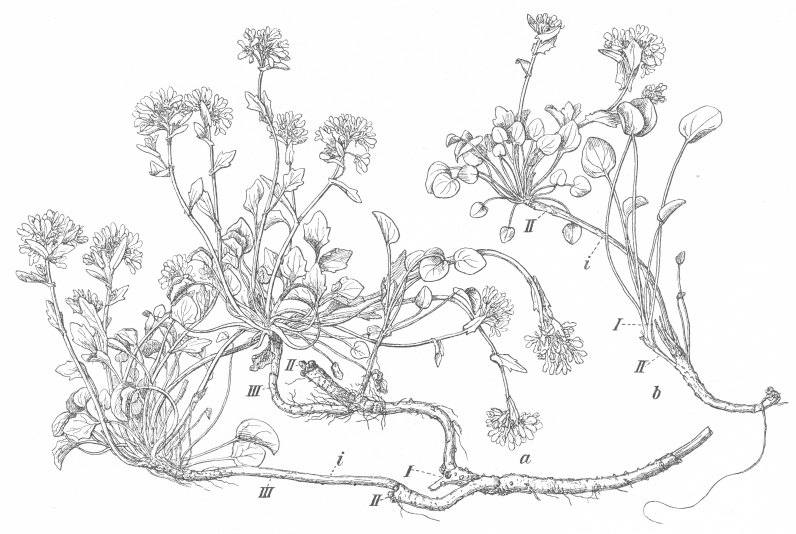
Coclearia

- Risciacqui e collutori con infusione al 2-4%
- Ricavato fluido di coclearia
- Tintura madre preparata dalla pianta fresca intera (tit. alcol.45° a 1/20)

## Controindicazioni
La coclearia è controindicata negli stati infiammatori (per moderare i suoi effetti irritanti viene raccomandato di assumerla assieme a latte o ad altro emolliente).
Si possono manifestare reazioni di ipersensibilità nei confronti dei glucosinolati. 
Sono possibili interazioni con farmaci tiroidei (tiroxina e metimazolo), ma solo in caso di consumazione di dosaggi elevati e prolungati nel tempo.

## Storia
L'utilizzo della coclearia ebbe inizio nel XVI secolo, durante il quale il nome le venne dato dai botanici. Si stima che il consumo provenisse per la maggior parte dalla Gran Bretagna.
Grazie al suo alto contenuto di vitamina C, la coclearia era spesso usata per la cura o la prevenzione dello scorbuto sulle navi, dove era conservata in fasci essiccati o in estratto.
È esempio delle funzioni officinali della pianta il caso citato da Bachstrom (Observat. circa scorbutum, Firenze, 1757) di un marinaio, in condizioni di salute di generale disfacimento, il quale fu abbandonato dai compagni sulle coste della Groenlandia a causa della paura di infezione. Il marinaio si trascinò sulla spiaggia e mangiò le sole erbe che riuscì a trovare (coclearia e ossalide) grazie alle quali recuperò interamente la salute.